# Les Larmes d'Ulysse
Les Larmes d'Ulysse est un essai de Roger Grenier paru en 1998. Il a reçu le prix Goncourt des animaux la même année.

## Traductions
L'essai a été traduit en plusieurs langues :
- (en) The Difficulty of Being a Dog  (trad. Alice Kaplan), Chicago, University of Chicago Press, 2000 (réimpr. 2002).
- (ja) ユリシーズの涙  (trad. Shirō Miyashita (ja)), Tōkyō, Misuzu Shobō,‎ 2000.
- (es) La dificultad de ser perro  (trad. Juana Bignozzi Ramallo (es)), Barcelone, Alba Editorial, 2001.
- (pt) Da dificuldade de ser cão  (trad. Lucia Maria Goulart Jahn), São Paulo, Companhia das Letras, 2002.
- (it) Le lacrime di Ulisse  (trad. Maria Nicola), Rome, Edizioni e/o, 2003.